# Catasetum sodiroi
Catasetum sodiroi är en orkidéart som beskrevs av Rudolf Schlechter. Catasetum sodiroi ingår i släktet Catasetum och familjen orkidéer.
Artens utbredningsområde är Ecuador. Inga underarter finns listade i Catalogue of Life.